# Wendenhorn
Wendenhorn är en bergstopp i Schweiz.   Den ligger i kantonen Uri, i den centrala delen av landet, 80 km öster om huvudstaden Bern. Toppen på Wendenhorn är 3 023 meter över havet, eller 449 meter över den omgivande terrängen. Bredden vid basen är 6,2 km.
Terrängen runt Wendenhorn är huvudsakligen mycket bergig. Närmaste större samhälle är Engelberg, 8,1 km norr om Wendenhorn. 
Trakten runt Wendenhorn består i huvudsak av gräsmarker. Runt Wendenhorn är det mycket glesbefolkat, med 3 invånare per kvadratkilometer.